# Arthur Imhausen
Arthur Imhausen (* 8. Januar 1885 in Gelsenkirchen; † 19. Juli 1951 in Witten) war ein deutscher Chemiker, Unternehmer und Erfinder.

## Leben
Arthur Imhausen wurde als Sohn des Drogisten Karl Imhausen und der aus einer jüdischen Familie stammenden Friederike geb. Stern geboren. Als Sohn eines Feldwebels besuchte er das Gymnasium bis zur Obersekunda. Das Abitur erlangte er als Externer. Am Ersten Weltkrieg nahm er wie seine Brüder teil, wobei er das Kriegsverdienstkreuz erhielt. Sein Bruder Hugo fiel bei einer Patrouille im Februar 1915, sein Bruder Gustav fiel in der Skagerrakschlacht auf dem Zerstörer V 29 und sein Bruder Fritz bei der Fliegerabteilung A 285 fiel am 17. Mai 1918.
Imhausen heiratete 1910 Auguste, geb. Hülsmann. Der gemeinsame Sohn Karl-Heinz wurde ebenfalls im Chemieunternehmen tätig. Er war Mitinhaber des Unternehmens Imhausen & Co. und Mitglied der Industrie- und Handelskammer zu Bochum. In der Kolloid-Chemischen Gesellschaft wurde er in den Vorstand gewählt.

## Tätigkeit als Unternehmer
Arthur Imhausen, der kein Chemiestudium absolvierte und seine chemischen Kenntnisse im Rahmen seiner Drogistenausbildung erhielt, übernahm 1912 zusammen mit seinem Freund Clemens Stallmeyer das Unternehmen Märkische Seifenindustrie in Witten, das während des Ersten Weltkriegs auch Grundstoffe für die Sprengstofffabrikation herstellte und deshalb nach Kriegsende demontiert wurde. In den Folgejahren baute Imhausen den Betrieb zu einem Großhersteller von Waschmitteln und Seifen aus. Er entwickelte zusammen mit Werner Prosch das Verfahren der Paraffinoxidation auf Basis von kohlestämmigen Paraffingatsch zur Herstellung von Fettsäuren und synthetischer Speisefette, die volkswirtschaftlich wegen der Außenhandelserschwernisse und der Bestrebungen zur autarken Versorgung großes Interesse weckten.
Zur industriellen Fettherstellung im Rahmen der Benzinsynthese gründete Imhausen in Zusammenarbeit mit den Henkel-Werken 1936 in Witten das Unternehmen Deutsche Fettsäure-Werke. Zwischenzeitlich hatte sich auch die NS-Propaganda der Erfindungen angenommen, und Hermann Göring sollte als Beauftragter für den Vierjahresplan an der Werkseröffnung teilnehmen. Im Vorfeld unterrichtete Wilhelm Keppler Göring darüber, dass Imhausen wegen der Herkunft mütterlicherseits als Mischling 1. Grades galt. Im Schreiben vom 18. Juni 1937 erwähnte Keppler, dass er das gemeldet habe und der Führer sagte, wenn der Mann die Sache wirklich erfunden hat, dann machen wir ihn zum Arier. Am 23. Juli 1937 teilte Göring Artur Imhausen mit, er werde durch Adolf Hitler als Vollarier anerkannt; diese Befreiung von den Nürnberger Gesetzen wurde im November 1937 auf Imhausens gesamte Familie ausgedehnt. Auf Kepplers Vermittlung wurde das Kunstfett versuchsweise etwa drei Jahre den Häftlingen des Konzentrationslagers Sachsenhausen ausgeteilt. 1941/1942 stellte Imhausen in einer Großanlage monatlich 250 t künstliches Speisefett her.
Zu einer weiter gehenden Kooperation kam es nicht. Im Jahre 1945 wurde Imhausen, auf dessen Kunstfettsynthese Wirtschaftsverwaltungen weiterhin hofften, durch die britische Besatzungsbehörde zum Präsidenten der Industrie- und Handelskammer zu Bochum ernannt. 1947 trat er wegen einer Erkrankung zurück.

## Schriften
- Kohle als Rohstoffbasis für die Seifenindustrie. (Vortrag, gehalten anlässlich der Tagung des Verbandes der Seifenfabrikanten in Königsberg in Preußen am 30. August 1937) In: Fette und Seifen, Jahrgang 1937.
- Arthur Imhausen: Die Fettsäure-Synthese und ihre Bedeutung für die Sicherung der deutschen Fettversorgung. In: Kolloid-Zeitschrift. 103, 1943, S. 105–108, doi:10.1007/BF01502087.
- Arthur Imhausen: Untersuchungen an Seifen aus synthetischen Fettsäuren. In: Kolloid-Zeitschrift. 85, 1938, S. 234–246, doi:10.1007/BF01519271.